# Факир Байкурт
Тахир Байкурт (на турски: Tahir Baykurt) е турски писател, поет и синдикалист. Пише под псевдонима Факир Байкурт (на турски: Fakir Baykurt).

## Биография и творчество
Роден е на 15 юни 1929 г. в Йешилова, област Бурдур, Турция. Баща му умира, когато е 9-годишен. След смъртта му се премества в Бурхание при чичо си Осман Ердогуш, за да печели пари от текстилни работи. По време на Втората световна война чичо му Осман се включва в турската армия, което му позволява да продължи образованието си в родния си град.
През 1942 г., докато е болен от от малария, започва да пише стихове. Завършва през 1948 г. селския институт в Гьонен, вилает Ъспарта, където продължава да пише поезия, чете много книги и се запознава нелегално с творчеството на левия поет и писател Назъм Хикмет.
Първото му стихотворение е публикувано в списание „Към Турция“ (Türke Doğru) в Ескишехир, а след това негови стихове са публикувани в списанията „Селски институти“ (Köy Enstitüleri) и „Извор“ (Kaynak) през 1947 г. под псевдонима Факир Байкурт, който използва впоследствие.
След дипломирането си работи в продължение на 5 години като селски учител в селата Каваджик и Дерекьой, в района на Йешилова. През този период организира със свои приятели Федерацията на турските селски учители в региона на Егейско море. През 1951 г. се жени за Музафер Ханъм, с която има 2 дъщери и син.
В периода 1953 – 1955 г. следва за учител по турски език в катедрата по литература на образователния институт „Гази“ в Анкара. Първата му книга „Луничав“ (Çilli) с 11 разказа е издадена през 1955 г. След дипломирането си работи като учител по турски език в средните училища в Сивас в Хафик и Шавшат. Отбива военната си служба през 1957 г., като през това време пише романа „Отмъщението на змиите“, история за борбата между богатите и бедните. Той е публикуван в сериализация във вестник „Джумхуриет“ през 1958 г. и получава наградата „Юнус Нади“. През 1961 г. романът е екранизиран в едноименния филм, който обаче е подложен на цензура. След публикацията на романа срещу него е започнато разследване, но дело не е заведено. Той започва да публикува статии от време на време във вестника.
След военната си77му служба в училището за подофицери в Коня е назначен за учител в средното училище в Шавшат. През 1959 г. публикува книгата си „Войната на бога“ (Efendilik Savaşı), в която описва суровостта на селския живот, бедността, невежеството, експлоатацията, фанатизма и суеверие. През същата година е отстранен от учителската му длъжност от администрацията на Демократическата партия заради някои от статиите му в „Джумхуриет“ и романа „Отмъщението на змиите“. Назначен е в отдела за строителство на Министерството на националното образование на Турция в Анкара. След 27 май 1960 г. е назначен за инспектор на началното образование в Анкара.
През 1961 г. са издадени романите му „Съдбата на Ъразджа“ и „Десетото село“. В периода 1962 – 1963 г. е в Съединените щати, където изучава привличащи вниманието учебни материали и писане за възрастни в университета на Индиана в Блумингтън. Завърнал се в родината, продължава службата си като инспектор на началното образование в Анкара.
През 1965 г. участва в създаването на Турския учителски съюз заедно с 92 учители от Националната федерация на турските учителски асоциации и е избран за първи председател на съюза. Междувременно е освободен от инспектората за основно образование и е назначен през 1966 г. за експерт в новосъздадения Национален фолклорен институт. В романа си „Американска обвивка“ (Amerikan Sargısı) от 1967 г. разглежда темата за отражението на американската политика сред обществото и нейните нелепи последици.
Заради дейността си в Турския учителски съюз е изпратен в средното училище в Газиантеп. Там започва да пише романа си „Коса“ (Tırpan), публикуван през 1970 г., сред най-известните му романи, в който представя историята за борбата на младо момиче за съществуване, което се противопоставя на това да бъде омъжено за стар хазяин по време на нейното назначение в Газиантеп.
Байкурт пътува из Турция с дейци на учителски съюз, за да организира синдикалния четиридневен Голям бойкот на учителя на 15 – 18 декември 1969 г. с участието на 109 хиляди учители, около 70 % от всички учители в Турция. Над 50 000 хиляди учители са преследвани за участие в протеста, а той е отстранен от работа. Връща се на служба с решение на Държавния съвет. Назначен е за отговорник за връзки с обществеността в Близкоизточния технически университет в Анкара.
След държавния преврат през 1971 г. е съден като обвиняем № 1 по делото за Турския учителски съюз и е задържан за дълго време. Учителският съюз е закрит и Байкурт работи с приятелите си, за да създаде сдружение вместо съюз. Създаден е Синдикат на работниците в образованието и обучението и Асоциация за солидарност. Помага за учредяването на наградата за роман „Мадарали“, която се връчва в периода 1974 – 1989 г. Докато е в Централния затвор в Анкара, печели наградата за роман на Турската езикова асоциация за книгата си „Коса“. През 1975 г. е оправдан по делото във Военно-касационния съд. Същата година е издаден романът му „Яребица“ (Keklik), който пише в затвора.
Байкурт се пенсионира през 1976 г. През 1977 г. участва в обучение на учители в Швеция и е публикуван романът му „Платото“ (Yayla). Участва в Международния панаир на книгата във Франкфурт и пътува в Германия, Нидерландия и Швейцария, среща се с работници имигранти. През 1978 г. печели наградата за роман „Орхан Кемал“ с романа „Кара Ахмет Дест“ (Kara Ahmet Destanı) и започва работа като консултант в Министерството на културата и туризма. През 1979 г. е изпратен в Дуисбург, Германия, където работи 5 години като специалист по образование в Агенцията за чуждестранни деца и регионална заетост. Участва в програма за децата на турските работници в Рурската област. В периода 1990 – 1995 г. преподава в училище „Песталоци“ в Дуисбург.
Неговите разкази за живота на работниците имигранти в Германия са публикувани в сборника „Нощната смяна“ (Gece Vardiyası), а разказите му за живота на децата на работниците са публикувани в „Поничка за мир“ (Barış Çöreği). През 1983 г. е издаден ромънът му „Доменни пещи“ (Yüksek Fırınlar), след като пътува до Съветския съюз със сина си Тонгуч и посещава Москва, Баку, Батуми, Ленинград и Ясна поляна. В последните години от живота си пише дълга автобиографична поредица, голяма част от която е издадена посмъртно.
В творчеството си Факир Байкурт си поставя за цел да „преодолява бариерите, да прави революция“. Затова романът и историята му са натоварени да доведат до революционно отношение. Според него изкуството следва да се съсредоточи върху социалните проблеми, да събуди масите и да повиши осведомеността им чрез критичен реалистичен поглед. В историите си представя реалностите на селото, негови портрети от краища, страданията, неволите и проблемите на хората в селото, начина на живот на селските хора, техните проблеми и взаимоотношения. В романите си подчертава необходимостта от борбени личности, които да спасят селяните от бедността, защото тя не е тяхна съдба.
В романа „Костенурки“ (Kaplumbağalar) от 1967 г. дава пример за усилията на селски учител да промени живота на селото и получава за книгата най-положителни отзиви. Освен селския живот писателят периодично отразява структурните промени в Турция, в неговите белетристични произведения винаги се наблюдава тематично движение и развитие. В творбите си представя и анадолския народ, който мигрира в Германия, тяхното търсене на нова идентичност, промените и проблемите, които са изпитали в процеса на интеграция в условията на различна култура, както и конфликтите и различията между поколенията.
На общите избори през април 1999 г. е избран за депутат от Партията на свободата и солидарността в Измир.
Тахир Байкурт умира от рак на панкреаса на 11 октомври 1999 г. в Есен, Германия. Погребан е в гробището „Зинджирликую“ на 14 октомври 1999 г. с церемония на Съюза на писателите на Турция.

## Произведения

### Романи
- Yılanların Öcü (1954) – награда „Юнус Нади“[2][1][4]
Отмъщението на змиите, изд.: ОФ, София (1983), прев. Румен Ковачев
- Irazcanın Dirliği (1961)
Съдбата на Ъразджа, изд.: ОФ, София (1983), прев. Румен Ковачев
- Onuncu Köy (1961)
Десетото село, изд.: „Народна култура“, София (1963), прев. Илия Атанасов
- Kaplumbağalar (1967)
- Amerikan Sargısı (1967)
- Tırpan (1970) – награда на Турската езикова асоциация и на Турската радио и телевизионна корпорация[3]
- Köygöçüren (1973)
- Keklik (1975)
- Yayla (1977)
- Kara Ahmet Destanı (1977) – награда „Орхан Кемал“
- Yüksek Fırınlar (1983)
- Koca Ren (1986)
- Yarım Ekmek (1997) – награда „Седат Симави“
- Eşekli Kütüphaneci (2000)

### Поезия
- Bir Uzun Yol (1989)[1][4]
- Ateş Thorns (1997)

### Сборници
- Çilli (1955)[2][1][4]
- Efendilik Savaşı (1959)
- Karın Ağrısı (1961)
- Cüce Muhammet (1964)
Джудже Мохамед в сборника „Откъснаха цветето още неразцъфтяло“, изд.: Профиздат, София (1966), прев. Румен Ковачев
- Anadolu Garajı (1970)
- On Binlerce Kağnı (1971)
- Can Parası (1973) – награда „Саит Фаик“[3]
- İçerdeki Oğul (1974)
Няма лек за сина в сборника „Откъснаха цветето още неразцъфтяло“, изд.: Профиздат, София (1966), прев. Румен Ковачев
- Sınırdaki Ölü (1975) – награда на Турската радио и телевизионна корпорация
- Gece Vardiyası (1982) – награда на Германската индустриална асоциация
- Barış Çöreği (1982) – Награда за детска литература на Сената на Берлин
- Duirsbug Treni (1986)
- Bizim İnce Kızlar (1992)
- Dikenli Tel (1998)

### Пиеси
- Sakarca (1976)
- İçerdeki Oğul (1988)

### Документалистика
- Efkar Tepesi (1960)[2][1]
- Şamaroğlanları (1976)
- Kerem ile Aslı (1974)
- Kale Kale (1978)
- Kaplumbağalar (1980)

#### Автобиография
1. Özüm Çocuktur (1998)[2][1][4]
2. Köy Enstitülü Delikanlı (1999)
3. Kavacık Köyünün Öğretmeni (1999)
4. Köşe Bucak Anadolu (2000)
5. Bir Tös Vardı (2000)
6. Genç Emekli (2002)
7. Sıladan Uzakta (2002)
8. Dost Yüzleri (2002)

### Екранизации
- 1961 Yilanlarin Öcü
- 1985 Yilanlarin Öcü
- 2013 Umut Üzümleri